# Cas Mudde
Cas Mudde (nascido a 3 de junho de 1967) é um cientista político holandês que se concentra no extremismo político e no populismo na Europa e nos Estados Unidos. A sua investigação inclui as áreas dos partidos políticos, extremismo, democracia, sociedade civil e política europeia.

## Biografia
Mudde foi professor visitante no Janet Prindle Institute for Ethics e professor associado visitante no departamento de ciências políticas da Universidade DePauw [en] em Greencastle, Indiana.
De 1999 a 2002 foi Professor Assistente na Universidade de Edimburgo, e de 2002 a 2010 foi Assistente e mais tarde Professor Associado na Universidade de Antuérpia, na Bélgica. Desde 2010, leciona um seminário do primeiro ano sobre o movimento de Direita Radical na Europa na Universidade DePauw. É Professor Associado de Ciência Política na Escola de Assuntos Públicos e Internacionais [en] da Universidade da Geórgia. É também professor adjunto no Centro de Investigação sobre Extremismo (C-REX) da Universidade de Oslo.
É o cofundador e convocador do ECPR (European Consortium for Political Research) Standing Group on Extremism & Democracy. É membro do Comité de Conceitos e Métodos da IPSA (International Political Science Association) e faz parte dos conselhos editoriais de revistas académicas tais como Acta Politica [en], Democracy and Security, Patterns of Prejudice [en], Politics in Central Europe, e The Journal of Politics [en].
Mudde é autor de vários livros e artigos. É o irmão mais novo do ex-direitista Tim Mudde [en]. No prefácio de The Ideology of the Extreme Right, agradece-lhe o respeito que ainda têm um pelo outro, apesar das "diferenças de opinião".
Em 2008, Mudde recebeu o Stein Rokkan Prize for Comparative Social Science Research [en].

### Livros
- Mudde, Cas (2002). The ideology of the extreme right. Manchester New York New York: Manchester University Press. ISBN 9781847790118
- Mudde, Cas; Eatwell, Roger (2004). Western democracies and the new extreme right challenge. London New York: Routledge. ISBN 9780415369718
- Mudde, Cas (2005). Racist extremism in Central and Eastern Europe. London New York: Routledge. ISBN 9780415355940
- Mudde, Cas (2007). Populist radical right parties in Europe. Cambridge, UK New York: Cambridge University Press. ISBN 9780511341434 (View Table of contents, Introduction, and Index.)
- Mudde, Cas (2017). SYRIZA: The Failure of the Populist Promise. London: Palgrave Macmillan. ISBN 978-3-319-47478-6
- Mudde, Cas; Kaltwasser, Cristóbal Rovira (2017). Populism: A Very Short Introduction. Oxford: Oxford University Press. ISBN 9780190234874
- Mudde, Cas (2019). The Far Right Today. Cambridge: Polity Press. ISBN 978-1-5095-3683-2

### Artigos em periódicos
- Mudde, Cas (janeiro de 2004). «The populist Zeitgeist». Government and Opposition. 39: 541–563. doi:10.1111/j.1477-7053.2004.00135.x Online.
- Mudde, Cas; March, Luke (abril de 2005). «What's left of the radical left? The European radical left after 1989: decline and mutation». Comparative European Politics. 3: 23–49. doi:10.1057/palgrave.cep.6110052
- Mudde, Cas; De Lange, Sarah L. (dezembro de 2005). «Political extremism in Europe». European Political Science. 4: 476–488. doi:10.1057/palgrave.eps.2210056
- Mudde, Cas (novembro de 2010). «The populist radical right: a pathological normalcy». West European Politics. 33: 1167–1186. doi:10.1080/01402382.2010.508901
- Mudde, Cas; Ambrose, Emma (junho de 2015). «Canadian Multiculturalism and the Absence of the Far Right». Nationalism and Ethnic Politics. 21: 213–236. doi:10.1080/13537113.2015.1032033